# باب تاد
باب تاد (انگلیسی: Bob Todd؛ ۱۵ دسامبر ۱۹۲۱ – ۲۱ اکتبر ۱۹۹۲) یک هنرپیشه و کمدین اهل بریتانیا بود.
او یکی از بازیگران اصلی «بنی هیل شو» بود. از دیگر فیلم‌های وی می‌توان به برک و هیر و سوپرمن ۳ اشاره کرد.